# هوارد ر. هيلي
هوارد ر. هيلي (بالإنجليزية: Howard R. Healy)‏ هو ضابط أمريكي، ولد في 28 مارس 1899، وتوفي في 8 مايو 1942.